# Dan Forden
Daniel Warner Forden (28 de septiembre de 1963) es un programador de sonido y compositor estadounidense de música, y era el programador principal en varios arcade de alto perfil y los juegos de pinball. Él es más conocido por trabajar en la serie de juegos Mortal Kombat (en particular, su frase "Toasty!").
Esta sorpresa también salía en el simulador de baile StepMania: cada vez que un jugador conseguía 250 Perfectos consecutivos o más (Excelentes o mejor en la versión 4.0 CVS), parecía un Toasty!. El juego de PopCap Peggle también dispone de esta palabra, así como el tema de Aerosmith- rail shooter Revolution X donde el cantante Steven Tyler grita "Toasty!" en reacción a las explosiones. También aparece en la canción "el gato volador" la frase "Toasty!" en el minuto 0:02 de la canción.
Dan es un graduado del Oberlin Conservatory of Music en el programa "Timara" (o tecnología en la música y artes relacionadas). Se graduó en 1985 en el Conservatorio y desde entonces ha producido sonidos para muchos juegos de Williams Electronics. El estilo musical de Forden, especialmente para la serie de Mortal Kombat, es a menudo una mezcla de sonidos sintéticos y orgánicos. La composición típica suele incorporar étnicos de la percusión con bajos sintéticos, lleva sintéticos y/o pastillas, e instrumentos a veces exóticos. Sus ritmos son generalmente muy de conducción y de sus melodías pueden llegar a ser bastante complejas.
Varias canciones que compuso para la banda sonora de Mortal Kombat 3 se utilizaron en el precursor de South Park, Jesus vs Satanás.

## Discografía
- Mortal Kombat II: Music from the Arcade Game Soundtrack (1993)
- Mortal Kombat Musik: MK3 & MK4 Arcade Video Game Soundtrack (1997)

## Trabajos

### Pinball

#### Williams
- Black Knight 2000 (with Brian Schmidt and Steve Ritchie)
- Bad Cats
- RollerGames
- Riverboat Gambler (with Paul Heitsch)
- Harley Davidson
- The Machine: Bride of Pin*Bot (with Jon Hey and Rich Karstens)
- The Getaway: High Speed II
- Star Trek: The Next Generation
- No Fear: Dangerous Sports
- Medieval Madness

#### Midway (Bally)
- Atlantis (con Robin Seaver)
- Mousin' Around!
- Harley-Davidson
- Party Zone
- The Pinball Circus
- The Shadow
- Attack From Mars
- Safecracker
- Revenge From Mars

#### Stern
- The Simpsons Pinball Party (with Chris Granner)

### Videojuegos

#### Midway
- Arch Rivals
- Pigskin 621 A.D.
- Super High Impact
- Mortal Kombat series
- NFL Blitz series
- HyperDrive
- The Grid
- CART Fury

#### Williams
- High Impact Football